# Stagioni (album)
Stagioni (2000) è il diciannovesimo album di Francesco Guccini, pubblicato nel 2000 dalla EMI Italiana.

## Il disco
Il disco contiene 9 brani dei quali tre sono dedicate alle stagioni, esclusa la sola estate; Guccini in un'intervista racconta di aver tentato di scriverne una, ma non ne veniva fuori niente e allora lasciò perdere spiegando poi che «L'estate è il tempo della spensieratezza, della dimenticanza. [...] "Stagioni" è un disco poco spensierato. Tristezza? C'è sempre stata, in ogni mio disco. Però, [...] non è mai resa. Può essere amarezza, delusione, sdegno ma non rinuncia. Il crepuscolarismo c'è in "Autunno", ma non c'è assolutamente in "Addio", che è una risposta a secco, decisa, chiara, anche violenta».

## Singoli
Da quest'album furono tratti due singoli: Stagioni/Inverno '60 (EMI Music, 020 1799042) e Addio/E un giorno... (EMI Music, 020 1799152), pubblicati su CD.

## Tracce
1. Addio (intro) – 0:53
2. Stagioni – 6:08
3. Autunno – 4:55
4. E un giorno... – 5:25
5. Ho ancora la forza – 3:24 (testo: Luciano Ligabue e Guccini – musica: Ligabue)
6. Inverno '60 – 5:17
7. Don Chisciotte – 6:00 (testo: Giuseppe Dati e Guccini – musica: Dati e Goffredo Orlandi)
8. Primavera '59 – 5:59 (musica: Juan Carlos Biondini)
9. Addio – 4:10

## I brani

### Stagioni
La canzone parla di Ernesto "Che" Guevara e ha avuto una genesi singolare. Guccini dice di aver scritto una strofa nel 1968, e di non essere riuscito a continuare il testo. A un suo concerto, vedendo dei ragazzi con la maglietta del Che decide di dedicare loro quella strofa, e vedendo la reazione entusiastica del pubblico decise di terminare la canzone. La canzone viene anche cantata nel film indiano Un'altra volta nella foresta (Abar Aranye, 2003) del regista Goutam Ghose.

### E un giorno...
È una sorta di lettera per la figlia Teresa a cui, bambina, aveva dedicato la canzone Culodritto pubblicata in Signora Bovary. Parla della crescita della figlia che oggi vede il mondo con gli occhi di un adulto, che vede il padre invecchiare sino a quando, crescendo anche lei capirà che i sogni dei bambini, il loro modo di vedere il mondo, sono destinati ad essere travolti "dal molto d'amaro", e che il padre è sempre lo stesso, un po' folle e un po' saggio, sconsideratamente ottimista.

### Addio
Nel testo di Addio sono presenti vari riferimenti letterari impliciti o espliciti (ad esempio François Villon, il Don Chisciotte di Cervantes, oggetto anche dell'omonima canzone, Dante, Baudelaire, T.S. Eliot, Socrate).

## Formazione
- Francesco Guccini – voce
- Vince Tempera – pianoforte, tastiera
- Juan Carlos Biondini – chitarra, voce in Don Chisciotte
- Ares Tavolazzi – basso, contrabbasso
- Ellade Bandini – batteria
- Antonio Marangolo – sax, percussioni
- Roberto Manuzzi – fisarmonica, sax, tastiera
- Jimmy Villotti – chitarra in Inverno '60
- Henghel Gualdi – clarinetto in Inverno '60